# Talmud
Talmud (hebraisk תַּלְמוּד) er den store samling af citater og udtalelser af rabbinere. Talmud blev færdigstillet i løbet af 500-tallet og er en sammenstilling af jødernes mundtlige overleveringer. Det hebraiske ord talmud betyder "studium", og Talmuds formål er studiet af Toraen. Talmud behandler emner som religion, teologi, etik, moral, love, ritualer, bibelfortælling, prædiken, legender, anekdoter om rabbinerne, historie, geografi, naturvidenskab, astronomi, astrologi, medicin, magi, handel, håndværk, politiske og sociale problemer, alvor og humor. 
Talmud består af to dele: Mishna og Gemara. 
1. Mishna er en systematisering af den mundtlige Tora (lov). Mishna kommer ifølge ortodoks jødedom fra Guds ord, som Moses mundtligt modtog.
2. Derefter opstod yderligere materiale ved diskussioner omkring Mishna. En god del af det materiale udgør Gemara, som er en kommentar til og analyse af Mishna. Gemara blev efterhånden slået sammen med Mishna til Talmud.

Der findes to Talmuder. Den ene opstod i Israels land omkring år 400 e.Kr., ofte kaldet Jerusalem Talmud (Talmud Yerushalmi). Den anden opstod i Babylonien og blev samlet i 500-tallet, kaldet den babylonske Talmud (Talmud Bavli). Den indeholder færre traktater end Jerusalem Talmud, men er næsten fire gange så lang. Når man taler om Talmud, er der som regel tale om den babylonske version.
Talmudstudiet blev i århundreder anset som den sikre vej til evigt liv. 